# Cleofonte (poeta)
Cleofonte en griego antiguo: Κλεοφῶν, romanizado: Kleophōn, en latín: Cleophon) fue un poeta trágico griego nacido en Atenas, que escribió al menos diez dramas, cuyos nombres enumera la Suda: Acteón, Anfiarao, Aquiles, Las bacantes, Dexámeno, Erígone, Tiestes, Leucipo, Mandrobulo, Persis, y Télefo.
Aristóteles lo menciona en la Poética, donde dice que su estilo era prosaico y critica su falta de idealismo.